# شون رايلي
شون رايلي (بالإنجليزية: Sean Riley)‏ هو لاعب كرة قدم أمريكية أمريكي، ولد في 17 أغسطس 1974.

## وصلات خارجية
- شون رايلي على موقع JustSportsStats.com (الإنجليزية)
- شون رايلي على موقع كلية كرة القدم في سبورتس رفرنس.كوم (الإنجليزية)